# جيف مورتون
جيف مورتون (بالإنجليزية: Geoff Morton)‏ (22 يوليو 1922 في المملكة المتحدة - 28 يناير 2000 في المملكة المتحدة) هو لاعب كريكت ولاعب كرة قدم بريطاني (وحمل سابقاً جنسية المملكة المتحدة لبريطانيا العظمى وأيرلندا) في مركز حراسة المرمى. لعب مع نادي إكزتر سيتي ونادي ساوثيند يونايتد ونادي واتفورد ونادي تشيلمسفورد ونادي غلوستر سيتي.

## وصلات خارجية
- جيف مورتون على موقع إي آس بي آن كريك إنفو (الإنجليزية)